# Moledo (Caminha)
Pour les articles homonymes, voir Moledo.
Moledo est une ancienne paroisse civile portugaise (en portugais : freguesia) de la municipalité de Caminha dans le district de Viana do Castelo. En 2013, elle fusionne avec Cristelo pour former Moledo e Cristelo.

## Géographie
Moledo est située sur la côte Atlantique, à proximité de l'embouchure du Minho, entre Caminha et Vila Praia de Âncora. Face à sa plage se trouve l'île d'Ínsua.

## Histoire
La paroisse de Moledo est mentionnée dès le XIIIe siècle.
Moledo est rattachée à la municipalité de Monção en 1839, de Viana do Castelo en 1852 et finalement de Caminha en 1878.
La loi no 11-A/2013 du 28 janvier 2013, portant réorganisation administrative du territoire des freguesias, fusionne Moledo avec la paroisse voisine de Cristelo pour former l’União das freguesias de Moledo e Cristelo (dont le siège est à Moledo).